# Andreas Schilling
Andreas Schilling (* 18. November 1957 in Köln) ist ein deutscher Komponist, Filmkomponist und Kontrabassist.

## Leben
Andreas Schilling ist der Sohn von Felicitas und Hans Schilling. Er studierte Schulmusik, Kontrabass und Kunst an der Musikhochschule Köln und an der Universität Düsseldorf. Ersten Kompositions- und Kontrabassunterricht erhielt er 1974 bis 1975 in Washington, D.C.
Seit 1976 ist er Kontrabassist, Arrangeur und Komponist des Markus-Reinhardt-Ensemble und hat sich durch seine Mitarbeit bei vielen Live- und Studio-Projekten als einer der vielseitigsten deutschen Bassisten etabliert. Seit 1986 arbeitet er – u. a. in der Gruppe Fleisch – mit Dietmar Bonnen. In diesem Zusammenhang komponierte er für zahlreiche CD-Produktionen, Bühnenmusiken, Rundfunkprogramme und Konzerte, u. a. in Moskau und St. Petersburg.
Von 1987 bis 1999 arbeitete er im Schuldienst als Musik- und Kunstlehrer. Seit 1990 entstanden Kompositionen und Arrangements für Bühnenproduktionen, u. a. Hebbel-Theater Berlin (für Robert Wilson), Freiburger Theater, Landestheater Linz und Schauspielhaus Köln.
Andreas Schilling hat Filmmusiken für über 40 Filme (Kino und Fernsehen) und Titelmusiken (u. a. Schimanski, Die Fussbroichs) geschrieben. Von 1989 bis 2008 leitete er das Nagelstudio Gilbachstraße 11, eine der kreativsten Produktionsstätten für Neue Musik und Filmmusik im Rheinland.

## Kompositionen (Auswahl)
- Großes Termitenballett (für drei Orgeln zu je vier Händen)
- 14 Jahre auf See (für Kammerensemble, Elektronik und Kreissäge)
- Hausstaubmilben (für Sprecher, Holzbläser, Pauken und Schlagzeug)
- Der 7. Sinn (für Kontrabass und Automobil)
- St. Klabautermann (für Männerchor, Streichorchester und Perkussion)
- Die Pressluftwache (für variable Besetzungen) mit Dietmar Bonnen
- Kelntiki Lovina,
- Sinte (beide für Singstimmen und Zigeunerensemble)
- Baro Rakrella (für Geige, Orgel und Streicher)
- Rosenmontag aus Licht (für Klavier, Saxophon, Cello, Kontrabass, Schlagzeug und Singstimme) mit Dietmar Bonnen
- Djao Mange (für Zigeunerensemble)
- Die 14. Nacht (für Oboe, Saxophon, Cello, Gitarre, Kontrabass, Streichorchester und Pauken)
- Zapping for Ants, Seismograpie, Franz im Nebel (für Klavier, Kontrabass und Schieferplatten)
- Ben und seine Freunde (Zyklus für Klangskulpturen) mit Peter Hölscher und Dietmar Bonnen
- Früher, als wir die großen Ströme noch … (Suite für Sprecher und Ensemble) mit Peter Rühmkorf und Dietmar Bonnen

## Filmografie (Auswahl)
- 1995–2005: Die Fussbroichs – Fernsehserie
- 1995: Maries Lied "Ich war, ich weiß nicht wo" – Spielfilm, Kino
- 1996: Der letzte Kurier – Spielfilm, Fernsehen – als Arrangeur
- 1997: Schimanski – Serientitel, Fernsehen
- 1998: Männer aus zweiter Hand – Spielfilm, Fernsehen
- 1998: Maro Drom, Unser Weg – Doku, Fernsehen
- 1999: Hin und weg – Spielfilm, Fernsehen
- 2000: Leben nach Microsoft – Doku, Fernsehen
- 2001: Herzrasen – Spielfilm, Fernsehen
- 2002: Anne, Kopf hoch! – Doku, Fernsehen
- 2002: Oswalt Kolle – Spielfilm, Fernsehen
- 2002: Other American Voices – Doku, TV, USA
- 2003: Die Schönste aus Bitterfeld – Spielfilm, Fernsehen
- 2003: Für Ihre Zukunft viel Erfolg Doku, Fernsehen
- 2003: Honey Baby – Spielfilm, Kino,– ausgewählte Szenen
- 2003: Unsere Polizei – Serie, Fernsehen
- 2004: Edelweißpiraten – Spielfilm, Kino
- 2004: Entführt – Doku, Fernsehen
- 2004: Fireflies – Spielfilm, TV, USA
- 2004: Geburtsstation – Serie, Fernsehen
- 2004: Karneval – Tanzfilm, Kino/Fernsehen
- 2004: Wilsberg – Tödliche Freundschaft – Fernsehreihe, ausgewählte Szenen
- 2005: Das Zimmermädchen – Spielfilm, Fernsehen
- 2005: Die große Depression – Dokuplay, Kino
- 2006: Die Herren der Liegezonen – Doku, Fernsehen
- 2006: Lost in Liberia – Doku, Kino
- 2006: Der Sonnenhof – Spielfilm, Fernsehen
- 2006: Zwa Traurige Buam – Doku, Kino
- 2007: Beautiful Bitch – Spielfilm, Kino
- 2007: Die Özdags – Dokumentarfilmreihe, Fernsehen
- 2008: Der Schwarzwaldhof, Fernsehen
- 2008: Fräulein Stinnes fährt um die Welt – Dokuplay, Kino
- 2009: pereStroika, Doku, Kino
- 2008 – 2014: Mord mit Aussicht, Krimiserie, Fernsehen
- 2015: …und dann noch Paula, Sitcomserie, Fernsehen
- 2015: Zum Glück Deutschland – ein anderer Blick auf unser Land, ARD-Doku
- 2015: Ein Mord mit Aussicht
- 2014: Sternstunde ihres Lebens

### Preise
- Filmmusikpreis der Deutschen Phono-Akademie – 1995
- Nominierung für den Deutschen Fernsehpreis – 2002